# Filología gallega
La filología gallega es la rama de la filología que se ocupa del estudio de la lengua gallega. Esta titulación suministra una enseñanza literaria y lingüística relacionada con el contexto gallego. Se imparte en Galicia (España), en la Universidades de La Coruña, de Santiago de Compostela y de Vigo. Además existe oferta de lengua gallega, máster y grados de estudios gallegos en universidades de ámbito estatal e internacional. Está muy relacionada con la filología portuguesa.

## Enseñanza en Galicia
Hasta la década de 1980, los estudios de Filología gallega se adscribían como una sección de Filología hispánica llamada especialidad en Filología gallego-portuguesa, pero luego fueron segregados como una carrera aparte. En la actualidad la filología gallega se estudia en los campus de Santiago, La Coruña y Vigo. En la enseñanza universitaria gallego, las filologías están centradas tradicionalmente en la Universidad y Campus de Santiago de Compostela, si bien con la segregación de las universidades coruñesa y viguesa se pusieron en funcionamiento centros y facultades en varios campus.
La distribución de las Filologías en los Campus gallegos es la siguiente:
| Universidad de Santiago de Compostela | Campus de Santiago   | Filologías gallega, hispánica, inglesa, francesa, italiana, alemana, portuguesa, románica, italiana y clásica |
| Universidad de Santiago de Compostela | Campus de Lugo       | Filología hispánica                                                                                           |
| Universidad de La Coruña              | Campus de La Coruña  | Filología gallega, hispánica e inglesa                                                                        |
| Universidad de La Coruña              | Campus de Ferrol     | no hay filologías                                                                                             |
| Universidad de Vigo                   | Campus de Vigo       | Filología gallega, hispánica, inglesa (y Traducción e interpretación)                                         |
| Universidad de Vigo                   | Campus de Pontevedra | no hay filologías                                                                                             |
| Universidad de Vigo                   | Campus de Ourense    | no hay filologías                                                                                             |